# Louis-Emmanuel Jadin
Louis-Emmanuel Jadin (Versalles, 21 de setembre de 1768 – París, 11 d'abril de 1853) fou un compositor, pianista i clavicordista francès.
Era fill d'un violinista del rei, i al principi restà al servei de la cort. Durant la Revolució va romandre a la música de la Guàrdia nacional, per la que va compondre marxes, himnes i altres obres de circumstàncies. El 1800 succeí al seu germà Hyacinthe com a professor del Conservatori de París; el 1806 fou nomenat director d'orquestra del Teatre Molière, i el 1814 director dels patges de la música del rei.
A més de diverses composicions de caràcter patriòtic, escriví nombroses comèdies líriques i òperes representades en els teatres de París, simfonies, obertures, música di càmera i per a piano, concerts, melodies vocals i fantasies.